# Vézac (Cantal)
Vézac település Franciaországban, Cantal megyében. Lakosainak száma 1314 fő (2022. január 1.). Vézac Arpajon-sur-Cère, Carlat, Giou-de-Mamou, Labrousse, Saint-Étienne-de-Carlat és Yolet községekkel határos.

## Népesség
A település népessége az elmúlt években az alábbi módon változott:
| Lakosok száma | 637  | 861  | 955  | 1073 | 1189 | 1176 | 1205 | 1249 | 1269 | 1314 |
|               | 1968 | 1982 | 1990 | 2006 | 2013 | 2015 | 2017 | 2019 | 2020 | 2022 |